# Monceau-le-Waast
Monceau-le-Waast är en kommun i departementet Aisne i regionen Hauts-de-France i norra Frankrike. Kommunen ligger  i kantonen Marle som ligger i arrondissementet Laon. År 2022 hade Monceau-le-Waast 216 invånare.

## Befolkningsutveckling
Antalet invånare i kommunen Monceau-le-Waast
Referens: INSEE